# 南浅田
南浅田（みなみあさだ）は静岡県浜松市中央区の町名。現行行政地名は南浅田一丁目・南浅田二丁目。住居表示実施済。

## 地理
浜松市の中南部、江西地区の中東部に位置する。東で浅田町及び瓜内町、西で西浅田二丁目及び神田町、南で法枝町、北で上浅田と接する。

### 学区
小学校・中学校の学区は以下の通りである。
- 浜松市立浅間小学校
- 浜松市立江西中学校

## 歴史

### 沿革
- 1889年（明治22年）4月1日 - 町村制の施行により、敷知郡浅田村が周辺の村と合併し、敷知郡浅場村となる。旧村名は浅場村の大字として残る[WEB 9]。
- 1896年（明治29年）4月1日 - 郡制の施行により、浅場村の所属郡が浜名郡に変更となる。
- 1908年（明治41年）10月1日 – 浅場村大字浅田などが浜松町に編入される[WEB 9]。
- 1911年（明治44年）7月1日 – 浜松町が市制施行し、浜松市となる。
- 1925年（大正14年）5月1日 -  地籍整理により、大字浅田から浅田町へ町名変更する。また、一部を海老塚町へ割譲する。さらに、大字伊場及び大字浅田の各一部を合わせて森田町を新設する[書籍 1]。
- 1971年（昭和46年）6月1日 - 住居表示の実施に伴い、浅田町の一部を分離独立し南浅田一丁目を、浅田町・瓜内町・神田町の各一部を合わせて南浅田二丁目を新設。
- 2007年（平成19年）4月1日 - 浜松市が政令指定都市となる。南浅田は中区の一部となる。
- 2009年（平成21年）11月18日 - 遠鉄ストアフードワン南浅田店（エスコート南浅田内）が営業開始する。
- 2012年（平成24年）3月1日 – 住居表示の実施に伴い、南浅田一丁目が南浅田二丁目及び浅田町の各一部を編入する。また、南浅田二丁目が南浅田一丁目及び神田町の各一部を編入する。
- 2024年（令和6年）1月1日 - 浜松市の行政区再編により、南浅田は中央区の一部となる。

## 交通

### バス
- 遠鉄バス16-4小沢渡線：（浜松駅 方面 - ）浅間校東 – 南浅田 – 江西中学東（  - 柏原西／浜松市総合水泳場 方面）

## 施設
- エスコート南浅田
  - 遠鉄ストアフードワン南浅田店
  - 杏林堂ドラッグストアH&B Special南浅田店
- クリエイトSD浜松南浅田店
- セブン-イレブン浜松南浅田2丁目店
- ローソン浜松南浅田店
- 真宗高田派 朝田山 光福寺

## その他

### 警察
警察の管轄区域は以下の通りである。
| 番・番地等 | 警察署         | 交番・駐在所 |
| ---------- | -------------- | ------------ |
| 全域       | 浜松中央警察署 | 南部交番     |

### 消防
消防の管轄区域は以下の通りである。
| 番・番地等 | 消防署   | 本署/出張所 |
| ---------- | -------- | ----------- |
| 全域       | 南消防署 | 本署        |

### 書籍
1. ↑  『浜松市史 三』浜松市役所、1980年3月26日、354,356頁。

### WEB
1. ↑  “h02_22.csv”.   総務省 (2022年2月10日). 2024年9月13日閲覧。
2. ↑  “chuouku_menseki.xlsx”.   浜松市 (2024年3月12日). 2024年9月13日閲覧。
3. ↑  “zissizennzi.pdf”.   浜松市 (2024年1月4日). 2024年9月13日閲覧。
4. ↑  “静岡県 浜松市中央区 南浅田の郵便番号 - 日本郵便”.   日本郵便. 2025年2月15日閲覧。
5. ↑  “市外局番の一覧”.   総務省 (2022年3月1日). 2024年9月13日閲覧。
6. ↑  “事業所案内及び管轄地域（事務所3件、分室3件）”.   一般社団法人静岡県自動車会議所. 2024年9月13日閲覧。
7. ↑  “zissiitiran1.pdf”.   浜松市 (2024年1月4日). 2024年9月13日閲覧。
8. ↑  “学校名から探す／浜松市”.   浜松市 (2024年1月1日). 2024年9月13日閲覧。
9. 1 2  “historyofcities.pdf”.   静岡県総務部合併推進室・財団法人静岡県市町村振興協会. 2024年9月19日閲覧。
10. ↑  “南部交番｜静岡県警察”.   静岡県警察 (2024年1月1日). 2024年9月13日閲覧。
11. ↑  “消防署の町別管轄「み」／浜松市”.   浜松市 (2020年3月25日). 2024年9月13日閲覧。